# Yamileth Valle
Yamileth Valle (ur. 22 czerwca 1976) – portorykańska zapaśniczka walcząca w stylu wolnym i judoczka. Brązowa medalistka mistrzostw panamerykańskich w 1997 w zapasach. W zawodach w judo zdobyła brązowy medal mistrzostwach Ameryki Środkowej i Karaibów w 1997 roku.